# Bombalera
Bombalera ist ein US-amerikanischer Musical-Kurzfilm von 1945 von Noel Madison.

## Inhalt
Olga San Juan spielt das Mädchen Rose Perez, das eine rasante Karriere hinlegt und unter dem Namen „La Bomba“ zum Star der Tanzrevue Bombalera wird. Dort präsentiert sie Songs wie Tico-Tico no Fubá und andere und wirbelt dazu in mitreißender Weise über die Bühne. 

## Produktion
Der Film wurde in den USA am 9. Februar 1945 veröffentlicht. Sein Serientitel lautet: Musical Parade (1944–1945 season) #3: Bombalera. 

## Auszeichnung
Louis Harris war mit Bombalera auf der Oscarverleihung 1945 in der Kategorie „Bester Kurzfilm“ (2 Filmrollen) für einen Oscar nominiert, musste sich jedoch Gordon Hollingshead und dem Siegerfilm I Won’t Play! geschlagen geben.